# 推理机
推理机是实施问题求解的核心执行机构，常見於專家系統。它是对知识进行解释的程序，根据知识的语义，对按一定策略找到的知识进行解释执行，并把结果记录到动态库的适当空间中去。

## 优点
推理机的程序与知识库的具体内容无关，所以对知识库的修改不需要改动推理机。

## 缺点
纯粹的形式推理会降低问题求解的效率。因此一般采用推理机和知识库相结合的方法。

## 推理策略
- 正向推理（Forward chaining）

其基本思想是：从问题已有的事实（初始证据）出发，正向使用规则，当规则的条件部分与已有的事实匹配时，就把该规则作为可用规则放入候选规则队列中，然后通过冲突消解，在候选队列中选择一条规则作为启用规则进行推理，并将其结论放入数据库中，作为下一步推理时的证据。如此重复这个过程，直到再无可用规则可被选用或者求得了所要求的解为止。
- 反向推理（Backward chaining）

目标驱动，它是首先提出某个假设，然后寻找支持该假设的证据，若所需的证据都能找到，说明原假设是正确的；若无论如何都找不到所需要的证据，则说明原假设不成立，此时需要另做新的假设。
- 双向推理：正向推理与逆向推理同时进行, 且在推理过程中的某一步骤上 “碰头” 的一种推理。